# Gabriel van Dievoet

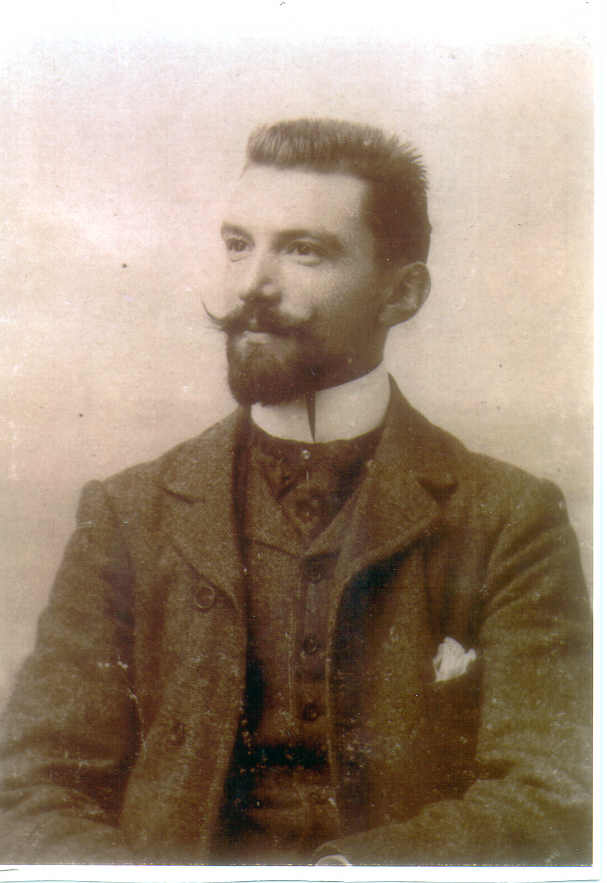
Gabriel van Dievoet

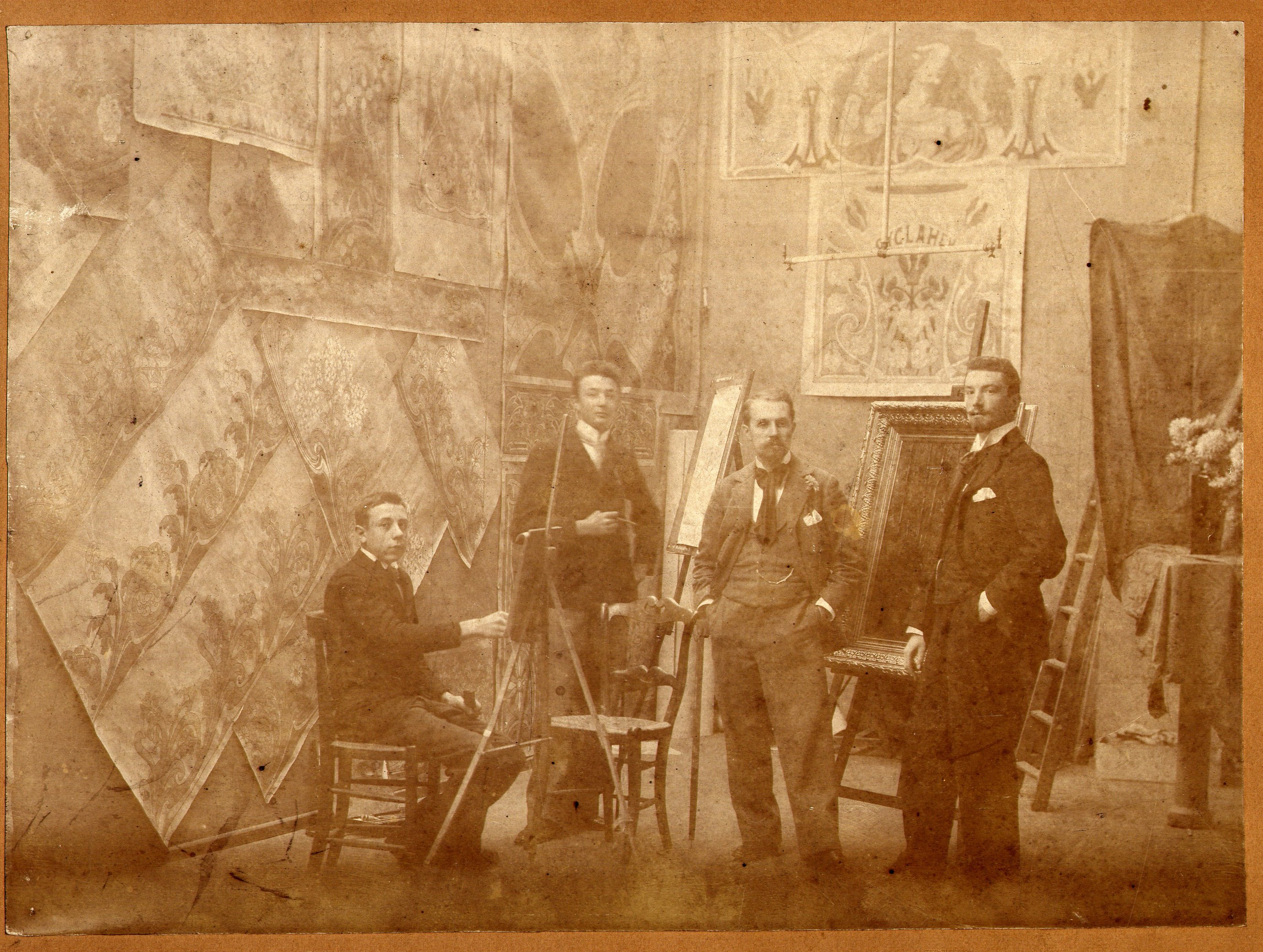
Gabriel van Dievoet, stehende rechts in seinem Atelier.

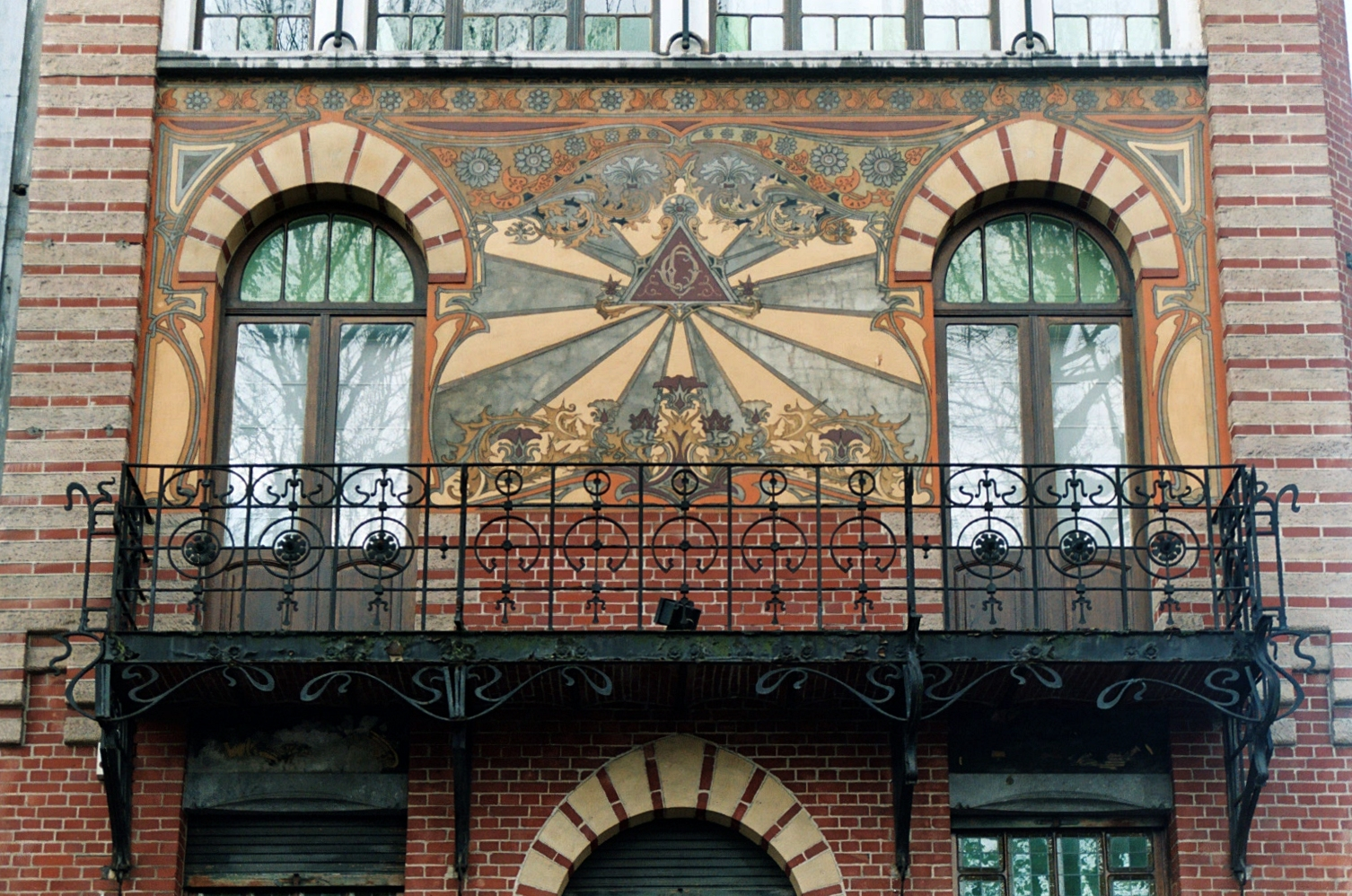
Das Goldene Haus in Charleroi: mit Sgraffito von Gabriel van Dievoet

Gabriel van Dievoet (* 12. April 1875 in Brüssel; † 17. November 1934 in Saint-Gilles) war ein belgischer Maler und Jugendstil-Dekorateur. In Brüssel dekorierte er Hauser mit Sgraffito.
Er ist der Bruder des Architekten Henri van Dievoet.

## Werke
Er ist Autor vieler Dekoration in Sgraffito in Brüssel und seine Umgebung und in der Wallonie, zum Beispiel denen des Goldenen Hauses in der Stad Charleroi.
Er ist auch der Autor von diesen Sgraffiti:
- Der Grundschule Drogenbos (1902)
- Stadthaus Dilbeek (1903)
- Collège Saint-Alexis Geel (1900)
- Die Kirche von Erps-Kwerps (1898)
- Die Kirche Machelen (1908)
- Villa „Les Sorbiers“ im Park von Genval (1904)
- Die Escoyez Burg von dem Architekten Sonneville Architekt aus Tournai, 1904.

Er ist auch Autor von Gemälden und Aquarellen.
Die Königliche Bibliothek Belgiens, Albertine, Prints Cabinet, bewahrt von ihm eine Radierung mit dem Titel Löwens Kopf (Referenz: F 41265).